# Timbal
Timbal é um tambor brasileiro, inspirado em influências africanas.

## História
É derivado do caxambu. Em 1960, o músico José Lisboa Marinho, da cidade de Coração de Maria, no Recôncavo Baiano, já tocava esse instrumento em sua banda. Foi popularizado por Carmen Miranda, Jorge Benjor e Carlinhos Brown. Este último fundou o grupo Timbalada em 1991 baseado no instrumento.
No Carnaval do Rio de Janeiro, Ivo Meirelles introduziu o timbal na bateria na Estação Primeira de Mangueira.